# ああ、男性自身
『ああ、男性自身』（ああ、だんせいじしん）は、山田参助による日本の漫画作品。

## 概要
『さぶ』誌などに掲載された短篇漫画を収録した同人誌。
単行本に再収録された作品の中には、一部台詞が改変されたものがある。

## 収録話
- オソリソリ（『山田参助の無駄な抵抗やめましょう』に再収録）
- ホテトルくん（『ラムネイッキ』に再収録）
- ブンちゃん（『ラムネイッキ』に再収録）
- 男の料理入門（『ラムネイッキ』に再収録）
- 初音アパアトの十一月（『山田参助の無駄な抵抗やめましょう』に再収録）